# Hungría en los Juegos Olímpicos de México 1968
Hungría estuvo representada en los Juegos Olímpicos de México 1968 por un total de 167 deportistas que compitieron en 15 deportes.  
El portador de la bandera en la ceremonia de apertura fue el atleta Gergely Kulcsár.

## Medallistas
El equipo olímpico húngaro obtuvo las siguientes medallas:
| Nombre                                                             | Deporte            | Competición                      |
| ------------------------------------------------------------------ | ------------------ | -------------------------------- |
| Oro                                                                |                    |                                  |
| Gyula Zsivótzky                                                    | Atletismo          | Martillo M                       |
| Angéla Németh                                                      | Atletismo          | Jabalina F                       |
| Győző Kulcsár                                                      | Esgrima            | Espada ind. M                    |
| Csaba Fenyvesi Győző Kulcsár Pál Nagy Zoltán Nemere Pál Schmitt    | Esgrima            | Espada por eqs. M                |
| Equipo                                                             | Fútbol             | Torneo M                         |
| János Varga                                                        | Lucha grecorromana | 57 kg M                          |
| István Kozma                                                       | Lucha grecorromana | +97 kg M                         |
| András Balczó István Móna Ferenc Török                             | Pentatlón moderno  | Equipo M                         |
| Mihály Hesz                                                        | Piragüismo         | K1 1000 m M                      |
| Tibor Tatai                                                        | Piragüismo         | C1 1000 m M                      |
| Plata                                                              |                    |                                  |
| Antal Kiss                                                         | Atletismo          | 50 km marcha M                   |
| Jenő Kamuti                                                        | Esgrima            | Florete ind. M                   |
| Ildikó Bóbis Paula Marosi Mária Gulácsy Lídia Dömölky Ildikó Rejtő | Esgrima            | Florete por eqs. F               |
| Imre Földi                                                         | Halterofilia       | 56 kg M                          |
| András Balczó                                                      | Pentatlón moderno  | Individual M                     |
| Csaba Giczi István Timár                                           | Piragüismo         | K2 1000 m M                      |
| Gyula Petrikovics Tamás Wichmann                                   | Piragüismo         | C2 1000 m M                      |
| Anna Pfeffer Katalin Rozsnyói                                      | Piragüismo         | K2 500 m F                       |
| József Csermely Antal Melis Zoltán Melis György Sarlós             | Remo               | Cuatro sin timonel (M4-) M       |
| László Hammerl                                                     | Tiro               | Rifle en posición tendida 50 m M |
| Bronce                                                             |                    |                                  |
| Lázár Lovász                                                       | Atletismo          | Martillo M                       |
| Gergely Kulcsár                                                    | Atletismo          | Jabalina M                       |
| Jolán Kleiber-Kontsek                                              | Atletismo          | Disco F                          |
| Annamária Kovács                                                   | Atletismo          | Pentatlón F                      |
| Tibor Pézsa                                                        | Esgrima            | Sable ind. M                     |
| Péter Bakonyi János Kalmár Tamás Kovács Miklós Meszéna Tibor Pézsa | Esgrima            | Sable por eqs. M                 |
| Ildikó Rejtő                                                       | Esgrima            | Florete ind. F                   |
| Károly Bakos                                                       | Halterofilia       | 75 kg M                          |
| Károly Bajkó                                                       | Lucha grecorromana | 78 kg M                          |
| József Csatári                                                     | Lucha libre        | 97 kg M                          |
| István Csizmadia Csaba Giczi Imre Szőllősi István Tímár            | Piragüismo         | K4 1000 m M                      |
| Equipo                                                             | Waterpolo          | Torneo M                         |